# Lyotropie
Unter Lyotropie (von lyo- „auflösen“ und -trop „verändern“) versteht man, dass die Löslichkeit eines Stoffes, der in einem Lösungsmittel schwer löslich ist, durch die Zugabe einer dritten Substanz erhöht wird. Diese dritte Substanz wird als „lyotropes Mittel“ bezeichnet.
Der Begriff bezeichnet auch das Phänomen, bei dem bestimmte Substanzen in Lösungsmitteln, wie Wasser, unterschiedliche Phasen (lyotrope Phasen) bilden, abhängig von der Konzentration der gelösten Substanz und der Temperatur. Diese Phasen können verschiedene geordnete Strukturen aufweisen, wie zum Beispiel Mizellen, flüssigkristalline Phasen oder geordnete Gelphasen. Die Substanzen, die solche Phasen bilden, sind typischerweise amphiphile Moleküle, wie Tenside, Lipide oder Blockcopolymere. Amphiphile Moleküle besitzen sowohl hydrophile (wasserliebende) als auch hydrophobe (wasserabweisende) Bereiche. In Wasser können sie sich so anordnen, dass die hydrophoben Bereiche vom Wasser abgeschirmt werden, was zur Bildung von verschiedenen Strukturen führt.
Das abgeleitetes Adjektiv „lyotrop“ drückt eine irgendwie geartete Ausrichtung von Teilchen in einem Lösungsmittel aus. Unter lyotropen Systemen versteht man Strukturen, die bei Anwesenheit von Lösungsmitteln Flüssigkristalle sind und deren Klärpunkt durch Verdünnen erreicht wird. Die Lyotropie kann in diesem Fall als Packungseffekt verstanden werden.

## Geschichte
Der Begriff tauchte zuerst in Berichten von Franz Hofmeister und seinen Studenten über das Verhalten von Salzen gegenüber Proteinen in den Jahren 1888 bis 1896 auf. Die Reihenfolge von Kationen und Anionen hinsichtlich ihres Ausflockungsvermögens für lyophile Kolloide aus deren Solen wird als Hofmeister-Reihe, lyotrope Reihe oder lyotrope Serie bezeichnet. Seitdem wurde die Definition der Lyotropie schrittweise überarbeitet. In den 1960er Jahren und danach verstand man unter Lyotropie die beobachtbaren Auswirkungen von relativ kleinen, wasserlöslichen Reagenzmolekülen oder Ionen auf hydrophile Kolloide, die sich normalerweise in Lösung befinden. Wenn es sich bei den beobachteten hydrophilen Kolloiden um Proteine handelt, bezieht sich die Lyotropie manchmal auf die Ausfällung durch die Reagenzien, während sie in anderen Fällen eine auflösende Wirkung oder eine Tendenz zur Auflösung bedeutet.

## Bedeutung und Anwendungen
Lyotrope flüssigkristalline Phasen finden Anwendung in der Herstellung von Materialien mit besonderen optischen Eigenschaften, in der Medizin zur gezielten Wirkstoffabgabe und in der Kosmetikindustrie zur Stabilisierung von Emulsionen. Die Untersuchung der lyotropen Phasen ist wichtig für das Verständnis der Selbstorganisation von Molekülen und die Entwicklung neuer Materialien und Technologien. Insbesondere in der Nanotechnologie und der Materialwissenschaft spielt die Kontrolle über solche Phasen eine entscheidende Rolle.
Ein klassisches Beispiel für lyotrope Phasen sind Tenside, die in Wasser mizellare Lösungen, lamellare Phasen und andere geordnete Strukturen bilden können. Die spezifische Phase hängt von der Konzentration des Tensids und der Temperatur ab.